# Peña Blanca (Müna)
Peña Blanca è un comune (corregimiento) della Repubblica di Panama situato nel distretto di Müna, comarca di Ngäbe-Buglé. Si estende su una superficie di 143,9 km² e conta una popolazione di 3.358 abitanti (censimento 2010).